# SeAZ

SeAZ (Serpukhovsky Avtomobilny Zavod) es una gran planta de ingeniería y construcción de automóviles en la localidad de Serpukhov, en Rusia. La planta y sus instalaciones se fundaron el 7 de julio de 1939 por órdenes del supremo comisario del pueblo para la Ingeniería y la Industria y en la gerencia de "Glavmotoveloprom", para reslover lo concerniente a la producción de motocicletas y motocoches de baja capacidad. Durante 1939 hasta 1995 la compañía producía varios modelos de microcoches, usualmente motorizados con motores provenientes de la planta IZH. A mediados de los años 80 sus líneas de producción se modificaron para dar cabida a la producción de los turismos Lada Oká.

## Historia
La "Fábrica de Motocoches de Serpukhov" fue fundada el 7 de julio de 1939. Ese día se firmaron dos compromisos entre el "Comisario del Pueblo para la industria y la ingeniería", y el director de "Glavmotoveloprom", para producir motocicletas de pequeña cilindrada. Los microcoches fabricados en dicha factoría no aparecieron sino hasta bien entrados los años 50. A partir de 1939 y hasta 1995, esta fábrica produjo motocicletas y microcoches con diferentes modificaciones. 
A principios de los años 80, la fábrica entra en un nuevo período de desarrollo en el que sería diseñado y producido un nuevo prototipo de vehículo especialmente concebido para llegar a las masas obreras de ese entonces, uno denominado "Oká" que fue el antecesor del coche que se produce hoy en día.
Inicialmente su meta propuesta era la de crear un "coche asequible al pueblo", que pudiera ser fácilmente reparado, meta que se cumplió dado el bajo costo del coche (unos US$ 3500), y aparte, se creó una plataforma ideal para proveer a los discapacitados de un modo de movilización, tanto en la Unión Soviética como ya después de disuelta ésta. 
En 1985 el Consejo de Ministros de la URSS publicó un decreto sobre la modificación de las capacidades industriales de dicha planta para asumir la producción de un nuevo modelo de microcoche, deveniente del buró de diseño de la firma Lada, y cuya producción sería encomendada a esta planta y a la de las corporaciones KamAZ, todas pertenecientes al Ministerio de Industria Automotríz de la URSS.
La "Fábrica de Microcoches de Serpukhov" sufrió una importante remodelación para poder asumir la producción del nuevo automóvil. La fabricación de las piezas y el montaje de ciertas partes sería asignada a varias empresas locales y a otras empresas extranjeras como las firmas germanas Durr, Bollhoff y PPG. En 1989, siguiendo con los lineamientos trazados en los planes maestros de dichos proyectos, la fábrica inició el ensamblaje de los primeros microcoches. Durante ese tiempo, la fábrica entró a formar parte de la corporación "AvtoVAZ". A mediados de 1995, la corporación "AvtoVAZ" transfirió totalmente las tareas de ensamblaje del "Oká" a "SMZ". El nombre de la fábrica fue cambiado y pasó de denominarse "Fábrica de Microcoches de Serpukhov (SMZ)" a "Serpukhovsky Avtomobilny Zavod" (SeAZ).
Luego de la disolución de la URSS, la planta entra en un momento de decadencia, como casi toda la industria postsoviética, pasando la planta de ser estatal y bien dirigida a quedar en manos privadas y a ver caer su producción. Pero en el cambio de sistema económico se vio una nueva oportunidad de negocio, al ser muy fiable su estructura, el coche pasó a ser exportado en una versión eléctricamente propulsada a Estados Unidos y otras naciones, siendo un reucrso para sostenerse.
En 2005 OAO "SeAZ" entró a formar parte del grupo industrial "Avtokom", propiedad a su vez del conglomerado industrial "SeverstalAvto". En los años siguientes y a principios del nuevo milenio, la factoría ve sus motores ineficientes para poder acceder al mercado europeo, por lo que comienza a adquirir las tecnologías para producir propulsores que pudiesen cumplir con las exigentes normas de emisiones de la UE, llegando inclusive a importar motores de China, teniendo ahora la capacidad para competir en el exigente mercado de Europa.

## Productos

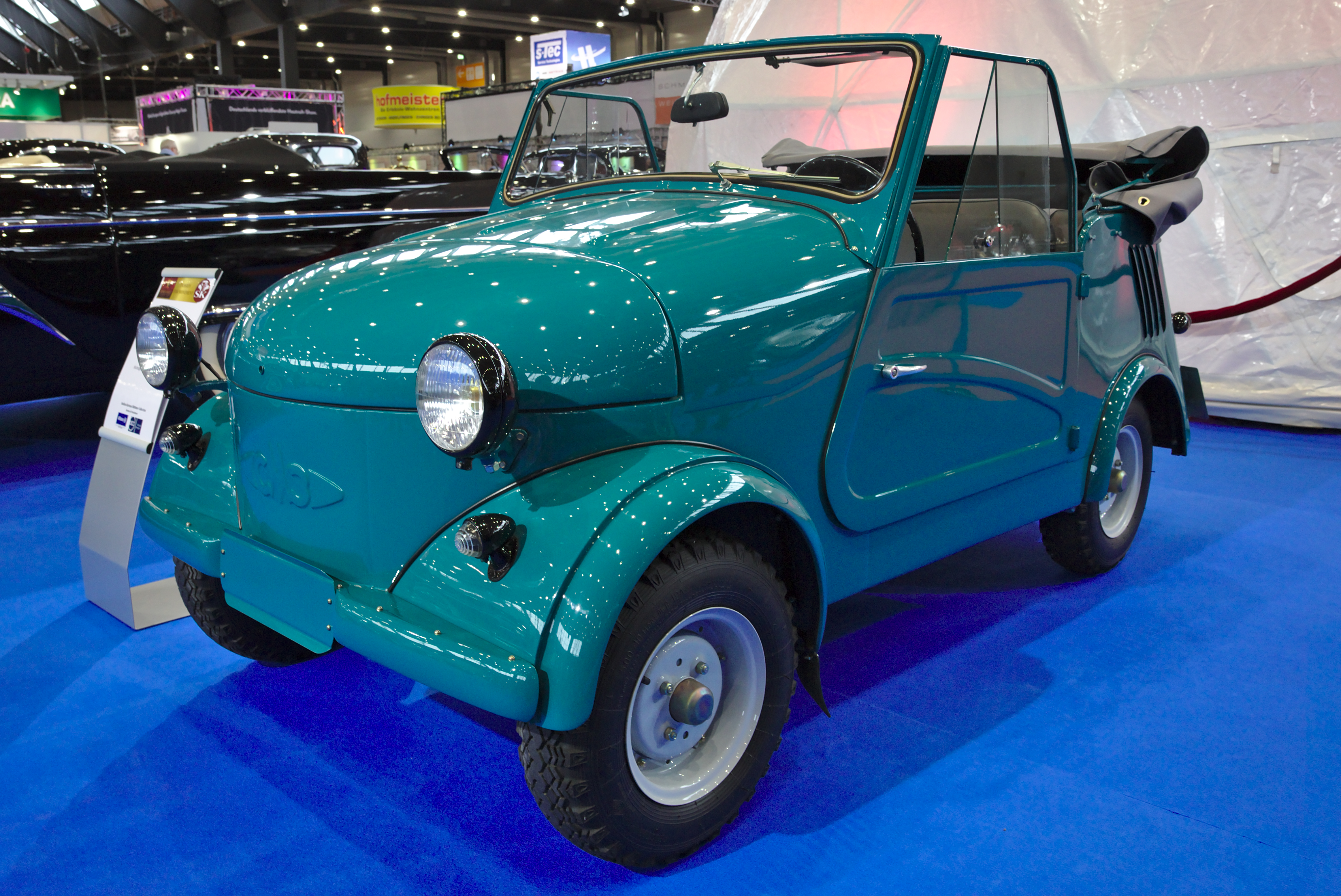
SZA-M (1967)

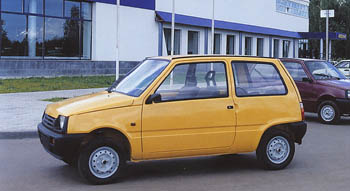
VAZ-1111 "Oká" (2004)